# Alexander Martin Luther
Alexander Martin Luther (* 27. Dezember 1809jul. / 8. Januar 1810greg. in Reval, Gouvernement Estland; † 10. Septemberjul. / 22. September 1876greg. ebenda) war ein deutschbaltischer Kaufmann und Unternehmer.

## Unternehmertum
Alexander Martin Luther wurde als Sohn des deutschbaltischen Kaufmanns und Revaler Bürgermeisters Christian Wilhelm Luther sen. (1774–1841) und dessen Ehefrau Johanna Amalie Luther (geb. Gebauer, 1774–1837) in der Hauptstadt Estlands geboren. Sein Großvater, der Unternehmer Georg Christian Luther (1717–1800), war 1742 von Breslau ins Russische Reich nach Reval (estnisch Tallinn) ausgewandert. Mit dem Handel von Leinen und Salz sowie später Holzprodukten und Baumaterialien kam die Firma zu Wohlstand.
Alexander Martin Luther besuchte zuerst die Kreisschule in Reval. Er schloss das renommierte Gouvernementsgymnasium in Reval ab. Er war anschließend im aufstrebenden Betrieb seines Vaters tätig. Durch seine wirtschaftlichen Erfolge konnte Luther das Familienunternehmen erheblich vergrößern, das ab 1841 seinen Namen trug. Er erwarb günstiges Lagerland in der Nähe des Revaler Hafens und erschloss gleichzeitig für den Betrieb Kontakte ins Ausland.
1870 gründete Alexander Martin Luther zusammen mit dem Geschäftsmann Markel Makarov ein eigenes Unternehmen. Es handelte hauptsächlich mit Baumaterialien und Holz. Dazu gehörten auch als Neuerung auf dem estnischen Markt Dachschindeln, die Luther aus Finnland importierte. Sie wurden zur begehrten Ware. 1877, ein Jahr nach seinem Tod, konnte ein eigenes modernes Sägewerk im Revaler Stadtbezirk Veerenni eingeweiht werden, das die Schindeln in Estland selbst zuschnitt.
Ab 1848 war Alexander Martin Luther Ältermann der Großen Gilde in Reval. Vier Jahre später wurde er deren Vorsteher. Von 1848 bis 1864 war Luther Ratsherr, von 1855 bis 1864 Kämmerer von Reval. Von 1864 bis 1875 bekleidete er das Amt des Bürgermeisters. Luther war außerdem Kirchenvorsteher der Nikolaikirche.
Luthers Söhne Christian Wilhelm Luther (1857–1914) und Carl Wilhelm Luther (1859–1903) setzten das Unternehmen ihres Vaters erfolgreich fort. Sie benannten die 1880 gegründete Möbelfabrik nach ihm A.M. Luther.

## Privatleben
Alexander Martin Luther war drei Mal verheiratet. Seine erste Ehefrau, die er im Januar 1836 heiratete, war seine Cousine Louise Luther, geb. Gebauer, (1812–1844). Sie starb bereits jung. Aus der Ehe gingen ein Sohn und eine Tochter hervor. Der Sohn Ferdinand Justius Luther (1838–1910) schlug eine theologische Laufbahn ein und war Pastor von Emmaste, Käina und der Gemeinde der Tallinner Nikolaikirche.
In zweiter Ehe war er ab 1846 mit Therese Luther, geb. Berg, (1805–1852) verheiratet. Sie gebar drei Töchter und einen Sohn.
Die dritte Ehe schloss Luther im September 1855 mit Henriette Caroline Luther, geb. Steding, (1825–1905). In der Ehe wurden drei Söhne geboren: die Unternehmer Christian Wilhelm Luther (1857–1914) und Carl Wilhelm Luther (1859–1903) sowie der Theologe Johannes Heinrich Luther (1861–1932). Letzterer wurde Pastor in Kadrina, in Narva sowie in Karkeln (heute Myssowka in der Oblast Kaliningrad).